# Svensk hiphop
Svensk hiphop är en musikgenre som kännetecknas av hiphop med en koppling till Sverige, genom språket eller artisten själv. Genren innefattar flera undergenrer, såsom svensk gangsterrap. Den har sin början på 1980-talet, när också andra hiphoprelaterade konstformer som breakdance och graffiti kom till Sverige. Sedan dess har genren utvecklats och blivit alltmer populär i Sverige, framförallt under den senare halvan av 2010-talet. De främsta svenska radiostationerna idag som spelar hiphop är P3 Din Gata och PWR Street.

## Bakgrund

### Förorterna
En viktig del i att förstå framväxten av den svenska hiphop-scenen är den sociala och ekonomiska utveckling i miljonprogramsområden i olika svenska städer - inte minst runt Stockholm - som förändrade vilka grupper som kom att bo i områdena. Från början sågs miljonprogrammen som en symbol för det moderna, urbana Sverige, där både svenskar från landsbygden och invandrare under efterkrigstiden kunde bosätta sig. I takt med att det blev fler invandrare i förorterna började majoritetssvenskar att flytta ut från områdena och undvika förorterna, delvis på grund av åldrande bostäder och annan infrastruktur. Särskilt i Stockholm började skillnaderna mellan olika stadsdelar och förorter att visa sig där mer marknadsliberala politiska beslut öppnade för gentrifiering i vissa områden, medan andra områden drabbades av att företag och offentlig service drog sig tillbaka.

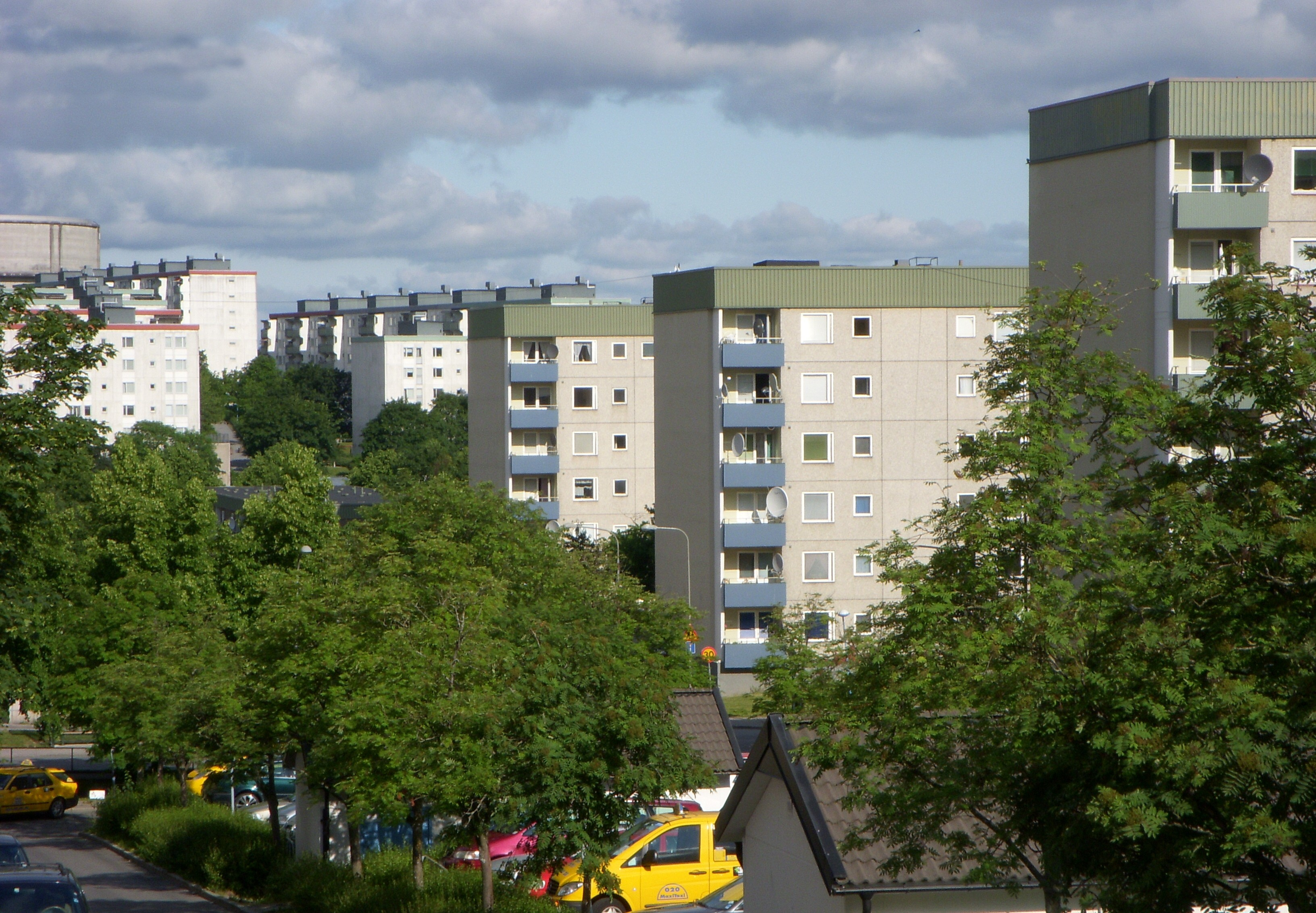
Tensta, 2009. Mycket av svensk hiphop skildrar livet i miljonprogramsförorter eller orten

Utvecklingen ledde bland annat till tillbakadragna investeringar i utbildning och hälso- och sjukvård, fattigdom och lägre politiskt deltagande. Samtidigt förekom även en ökad rasifiering av utomeuropeiska invandrare och en bostadspolitik som delade upp städerna och stadsdelarna geografiskt. Sammantaget resulterade de här processerna i städer som har blivit segregerade baserat på klass, etnicitet och ras, samt att stigmatisera och exkludera de människor som bodde i förorterna.

#### Orten
Förorterna är dock inte bara fysiska rum eller särskilda stadsdelar, utan orten (vanlig benämning på förorten bland de som bor där) är också ett symboliskt rum. Orten blir ett socialt och kulturellt rum där de som upplevt stigmatisering och diskriminering i olika förorter i Sverige kan förenas i gemensamma upplevelser. Namnet bär ofta associationer till en viss kultur, vissa beteenden och inte minst erfarenheter av att växa upp i en svensk multikulturell miljö. På så vis kan förorten och orten ses som två distinkta platser, där den förra är den fysiska miljön, medan den senare är mer symbolisk och en plats som kan vara gemensam oavsett vilken stad man växt upp i.

## Historia

### Början
1980 släppte DJ René Hedemyr den första svenskinspelade raplåten "Record Pool Rap". Men det skulle sedermera bli Per Cussion och Grandmaster Funk som skulle anses ha fört hiphopen till Sverige". 1984 släppte de låtarna "Don't Stop", "Snow Blind" och "Payin' The Price". Breakdancing hade kommit till Sverige året innan och spreds snabbt, pionjärerna där var Robot Lasse, Mark, Spirio och Perkeles.
1984 släppte Jan Fex från Lund ett album, "Utanför mitt liv", på Mercury Records med de allra första contemporary R&B, rap och EDM sångerna på svenska, 5 år innan JustD's debut. Skivan kom till efter att Fex bott i New York 1982 och 1983. På skivan samarbetade Fex bl.a. med musiker som Jonas Hellborg och Jesper Elén. Vinylutgåvan kom aldrig på CD och en re-master släpptes för digital release 2025. Fex flyttade till Köpenhamn, Danmark 1985 och startade en Fairlight CMI-uthyrningsservice, och blev därigenom en av de allra första svenskar som arbetade med digitala samplers och sequencers. 
Under 1980-talet kom även breakdance till Sverige. Under sommaren 1984, efter en större danstävling, slogs sig Double M Crew, Abdula & The Rockers, Rock Ski, Almighty T samt MC II Fresh samman för att bilda hiphopkollektivet Ice Cold Rockers, en grupp bestående av rappare, skratchare, dansare och graffitikonstnärer. Broadcaster D och One Eye Que (senare mer känd som Ayo) startade sitt samarbete.[källa behövs]
1987 fick hiphopkulturen spridning utanför Stockholm med den populära filmen Stockholmsnatt, med IC Rockers i rollistan. Pop-C och Snoopy var på soundtracket. 1986 hade de en hit med singeln "Next Time". Nya artister följde i deras spår. Rob'n'Raz producerade singeln Competition Is None som innehöll dub och dancehallinfluerad rapp från Papa Dee. See-Que, från Stockholm, samarbetade med det amerikanska skivbolaget Priority Records på deras samlingsalbum Basement Flavor.

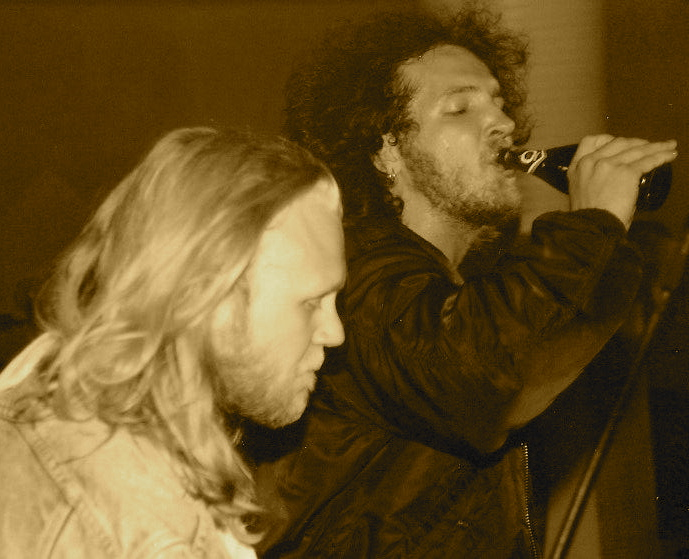
GurraG och Pedda P från JustD

Bland de första riktiga rappsångerna på svenska var också "Gallimattias" med JustD och "Jag Är Def" av MC Tim som kom 1989. Samma år gör JustD ett helt album som kommer ut följande vår, "1 steg bak & 2 steg fram", vilket ger dem många fans, och introducerar rapp till den större publiken. De får hits som "1&3e2", "Trottoaren", "N&N" och "Vår egen påse". Redan nästa år 1991 följer de upp med albumet "Svenska ord" som markerar deras särställning som landets enda hiphopgrupp på svenska Året efter, 1992, kommer ett dubbelalbum. JustD är också först, samt de än idag hittills enda hiphopgrupper som har fått både rockbjörn och grammis för årets album.

### Första genombrottet
I slutet av 1980-talet blev hiphopmusiken alltmer populär i Sverige. Den internationella succén som Neneh Cherry hade med sitt album Raw Like Sushi gjorde att svenska medier tog genren på större allvar. Svenska mästerskapet i rapp hölls för första gången 1989 och vinnaren var Sons Of Soul som släppte sitt första album 1991 (Swe Mix) tätt följt av två framgångsrika 12:or "Madness" och "Another day is gone". På andraplatsen kom Ms Melodie, som senare hade karriär under namnet Leila K. I följden av Neneh Cherrys framgångar hade Leila K en internationell crossover hit med rapplåten "Got To Get". Det fanns nu en solid marknad för hiphopmusik och skivbolag började rekrytera talanger. Tredjeplatsen gick till den grymma Västeråsrapparen MC Magic Dee och låten Thirteen Cee Killer.
Just D levererade flera album från 1990 och framåt. Debuten "1 steg bak & 2 steg fram" 1990, Svenska Ord 1991 och inte minst dubbelalbumet Rock'n'Roll blev de populära hos många människor som för första gången tog till sig hiphop och det genererade både flera grammis och rockbjörn. Ännu större framgångar hade de sedan med Tre Amigos 1994 och Plast 1995. Snoopy (mer känd under namnet Quincy Jones III) flyttade till USA för att producera artister som Too Short, 2Pac, Young MC, LL Cool J och Ice Cube. The Sure Shot Groove (MC Stranger och Complicated C) debuterade med Rhymes R Flowin'. Kollektivet Infinite Mass vann den svenska kvalifikationsfinalen till World Rap Competition och gav ut EPn Da Blackmass. En av deras sånger, "Shoot The Racist", var på soundtracket till filmen Sökarna som kom ut 1993. Sången döptes sedan om till "Area Turns Red" efter en del mediakontroverser angående låttexten.
The Latin Kings startade en ny våg inom svensk hiphopmusik. De använde sig av det multietniska ungdomsspråket Rinkebysvenska för att beskriva livet i miljonprogramsförorterna i Stockholm. Deras debutalbum Välkommen till Förorten som producerades tillsammans med Gordon Cyrus, en av grundarna till Sveriges första "urban music"-label, Breakin Bread, var en succé på listorna och en favorit bland kritikerna. Den kommande generationen av hiphopare skulle skilja sig från den tidigare genom användandet av det svenska språket, den första generationen svenska rappare, utöver JustD som redan givit ut fyra album, hade nästan uteslutande rappat på engelska..

### Andra genombrottet
1998 debuterade Petter med albumet Mitt sjätte sinne, som blev en succé och ledde till ett stort mainstreamintresse för hiphop på det sena 1990-talet. Med honom kom en samling andra artister, som Thomas Rusiak, DJ Sleepy, Blues och Eye N' I. Bland de andra artister som fick mainstreamgenomslag efter Petter finns Ken Ring och Ayo. Feven släppte sitt kritikerrosade album Hela Vägen Ut. Looptroop fick uppmärksamhet både i Sverige och internationellt för sin ofta samhällskritiska hiphop. Timbuktu, från Lund, slog igenom och fick rykte om sig som en av Sveriges allra mest populära emcees.

### 2000-talet
Nyare artister som fått ett nationellt rykte inom mainstream-media inkluderar: Promoe, Snook, Afasi & Filthy, Ayesha, Fjärde Världen, Fattaru, Medina, Ken Ring, Ison & Fille, Advance Patrol, Adam Tensta, Lazee, J-Son, Organism 12, Lilla Namo, Erik Lundin, Silvana Imam och Linda Pira.
Många av dessa artister har varit exponerade för en svensk hiphopkultur sedan de var födda, eller åtminstone väldigt unga. På ett sätt har den svenska scenen blivit mindre explosiv, men även mindre sårbar för att bli utrotad. Influenserna från amerikansk hiphop är inte längre fullt så påtagliga, amerikansk hiphop är fortfarande betydelsefull men influenser kommer även från fransk, brittisk, och japansk hiphop, samt andra länder och regioner runt jorden med intressanta och innovativa musikscener.
Det finns gott om olika hiphopgenrer representerade inom svensk hiphop. Alternativ hiphop är troligtvis större än Gangsta och Hardcore tillsammans. Kollektivet Kartellen är huvudexemplet, och har på relativt kort tid kommit väldigt långt, motivationen till det enligt medlemmen kinesen är att ungdomar i orten känner igen sig i våra texter. Det finns också många fusionsgenrer som neosoul, grime, och reggaeton.
Till stor del på grund av fildelning och förändrade konsumentvanor så är antalet sålda skivor för en artist nödvändigtvis inte en korrekt indikator för hur populär eller betydelsefull artisten är. Det finns svenska hiphopartister som släpper skivor som de vet kommer att bli en ekonomisk förlust, med förhoppningen om att tjäna igen pengarna genom konserter, andra liveframträdanden, sponsring, reklam och diverse projekt.

## Kända artister
Huvudartikel: Kategori:Svenska hiphopmusiker
Listan över folk som har gjort sig ett namn inom hiphop-Sverige är lång. De manliga rapparna har länge dominerat den svenska scenen även om artister som Feven, Melinda Wrede och Remedeeh är välkända namn. Under det senaste året[när?] har dock kvinnor börjat ta betydligt större plats inom hiphopen, med skivsläpp av bland andra Linda Pira, Lilla Namo och Silvana Imam som visar på att kvinnorna redan spelar en viktig roll inom hiphopen. Artister som har haft internationella framgångar inkluderar Quincy Jones III, Looptroop Rockers, Max Peezay och Million Stylez.

## Den icke-kommersiella hiphopen
Det har alltid funnits falanger inom den svenska hiphopen som har reagerat mot den mer kommersiella aspekten av musikbranschen, och försökt hitta alternativa distributions- och marknadsföringskanaler för musiken. Internet har haft stor betydelse för kommunikation av media och genom olika nätgemenskaper har även personer utan skivbolagskontrakt kunnat hitta en publik för sin musik. Exempel på sådana communityn som är centrerade kring svensk hiphop är DubCnn.se, Frizon.se och Whoa.nu.
Andra webbplatser som används för spridning av musik inkluderar Youtube, Facebook och Spotify men även Soundcloud.

## Graffitikulturen inom svensk hiphop
Graffiti har, åtminstone historiskt, setts som en konstart tillhörande hiphopen. Man har ofta talat om graffiti som ett av hiphopens fyra element (tillsammans med MCing, DJing samt breakdance). Filmerna Style Wars och Wildstyle slog igenom i Sverige under första hälften av 1980-talet och fungerade som viktiga inspirationskällor, och det gjorde även kultfilmen Stockholmsnatt från 1987. De första graffitimålarna i Stockholmsområdet hade namn som Disey, Zack, Merley (mer känd som Liam Norberg),  Puppet, Razor, Zappo och Ziggy.
Rapparen Promoe hade 2004 en klubbhit med låten "These Walls Don't Lie", som handlar om graffitikulturen i Sverige, och om riskerna som togs av målarna.